# Apamea zeta
Apamea zeta is een vlinder uit de familie uilen (Noctuidae). De wetenschappelijke naam is voor het eerst geldig gepubliceerd in 1825 door Treitschke.
De soort komt voor in Europa.